# PewDiePie проти T-Series
PewDiePie проти T-Series (англ. PewDiePie vs T-Series) — онлайн-конкуренція між двома YouTube-каналами PewDiePie та T-Series за титул каналу що має найбільшу кількість підписників, у якій зрештою T-Series отримав перемогу. T-Series є найпопулярнішим каналом з початку 2017 року, а PewDiePie був каналом з найбільшою кількістю підписників з 2013. T-Series тимчасово наздоганяв PewDiePie у багатьох випадках у 2019 році та 27 березня, протягом п’яти днів поспіль він тримався на першій позиції в рейтингу, перш ніж PewDiePie взяв на себе головну роль. Після цього PewDiePie утримував лідерство протягом 2 тижнів, перш ніж T-Series обійшов його назавжди, досягнувши 100 мільйонів підписників 29 травня 2019 року.
Багато ютуберів висловили свою підтримку PewDiePie, включаючи MrBeast, Markiplier, Jacksepticeye, Captain Sparklez та Logan Paul. Багато шанувальників PewDiePie доклали зусиль, щоб завоювати підписників на його канал за допомогою чисельних методів, таких як організовані марші та підтримувальні відео YouTube. Прихильники PewDiePie часто використовують гасло «Підпишися на PewDiePie» (англ. Subscribe to PewDiePie). Актив деяких прихильників PewDiePie вийшов за рамки правових підстав: вандалізм, зломи вебсайтів, облікових записів соціальних медіа, персональних пристроїв та створення зловмисних програм мали місце для того, щоб сказати людям підписатися. «Bitch Lasagna» (укр. Суча лазан'я), дисковий трек PewDiePie, а також використання антиіндійських зауважень його шанувальників призвели до того, що кілька відомих індійських ютуберів публічно виступили проти Фелікса і приниження T-Series за допомогою відео YouTube та відповіді на дискові записи. 28 квітня PewDiePie опублікував відео, у якому закликав своїх прихильників припинити свої зусилля, щоб утримати його як найбільш підписуваний канал, і сказав, що, коли одна команда має перевагу, яку має T-Series, змагання, як правило, вважають закінченим.

## Відомості
Фелікс Арвід Ульф Келлберг (відомий в Інтернеті як PewDiePie) — шведський блогер, який знімає комедійні та відеозаписи. Раніше він був відомий своїми «Let's play'ами» (укр. Давайте грати!). Канал PewDiePie мав найбільше підписників з 2013 року до 22 лютого 2019 року, коли його остаточно перевершив T-Series, хоча PewDiePie зайняв перше місце незабаром приблизно через 8 хвилин. Станом на серпень 2019 року він має понад 98 мільйонів підписників, 22 мільярди переглядів та 3900 завантажених відео. Він називає свою фан-базу як «9-річна армія».
T-Series — індійська звукозаписна компанія та компанія з виробництва кіно. На YouTube є багатоканальна мережа, що складається з 29 каналів (без музики Lahari), керує команда з 13 осіб. Основний канал T-Series містить в основному індійські музичні відео (музика Боллівуда та Інді-поп), а також трейлери Боллівудського фільму, і щодня завантажує декілька відео, а станом на серпень 2019 року завантажено 13,7 тис. відео. T-Series став найпопулярнішим каналом на YouTube у лютому 2017 року, маючи понад 80 мільярд переглядів станом на вересень 2019 року. Станом на вересень 2019 року головний канал T-Series налічує понад 111 мільйонів підписників і є найбільш підписаним каналом на YouTube, завдяки чому він є першим каналом на YouTube зібрав 100 мільйонів підписників.

## Графік аудиту підписників та рейтингу
Починаючи з 22 лютого 2019 року, кількість щоденних підписників збільшується, а загальна кількість фанатів PewDiePie і T-Series збільшилась, та індійська компанія часто перевершувала PewDiePie у підписниках за короткий проміжок часу. Наразі розрив у підписниках перевищує 10 мільйонів станом на вересень 2019 року і, як правило, тенденція на користь T-Series. Далі наведено список помітних часів, коли T-Series перевершував PewDiePie станом на 26 квітня 2019 (UTC):
| #     | Дата                                            | Час (UTC)                                       | Подія |
| ----- | ----------------------------------------------- | ----------------------------------------------- | --- |
| 1     | 22 лютого 2019                                  | 20:04 – 20:12                                   | Звичайний аудит призвів до того, що PewDiePie втратив 22 000 підписників. |
| 2     | 9 березня 2019                                  | 14:19 – 14:24                                   | T-серія обігнала PewDiePie на п’ять хвилин. |
| 3     | 11 березня 2019                                 | 05:09 – 05:27                                   | Після звичайного аудиту YouTube компанія T-Series деякі втрати підписників. |
| 4     | 13 березня 2019                                 | 03:35 – 03:57                                   | T-Series несподівано обігнав Фелікса на 4000 підписників, що тривало 10 секунд, перш ніж він набрав 11 тис. підписників під час аудиту. |
| 5     | 19 березня 2019                                 | 09:51 – 09:53                                   | T-Series перевершив PewDiePie в чотири рази з короткими перевагами. |
| 6     | 20 березня 2019                                 | 18:32 – 19:20                                   | T-Series після звичайного аудиту перевершив PewDiePie на 11 972 підписників, під час якого PewDiePie втратив 2700, а T-Series набрав 10 700. |
| 7     | 21 березня 2019                                 | 04:31 – 16:08                                   | T-Series перевершив PewDiePie на 34 000 підписників і протримався одинадцять з половиною годин (що було найдовшим пропуском на той час), після чого PewDiePie завоював перше місце. |
| 8     | 22 березня 2019                                 | 09:22 – 09:22; 10:20; 11:35 – 11:46             | T-Series кілька разів перевершував PewDiePie з невеликими потенційними результатами. |
| 9     | 22 березня 2019                                 | 18:16 – 18:45                                   | Звичайний аудит призвів до того, що PewDiePie втратив 4000 підписників. |
| 10    | 25 березня 2019                                 | 07:35 – 22:44                                   | Після багаторазового перемикання, T-Series взяв на себе ініціативу, вигравши приблизно 19 000 підписників приблизно о 18:15. Він простояв п'ятнадцять годин і дев'ять хвилин, після чого PewDiePie завоював своє перше місце. PewDiePie стримував звичайний аудит, який дав T-Series перевагу у 4000 підписників. |
| 11    | 26 березня 2019                                 | 08:00 – 22:40                                   | PewDiePie втратив перше місце приблизно за одну хвилину до знову підняття, але T-Series зайняв перше місце за 14 годин і 40 хвилин загалом, досягши максимуму біля 19 000 підписників. |
| 12    | 27 березня 2019 в 04:30 – 1 квітня 2019 в 12:03 | 27 березня 2019 в 04:30 – 1 квітня 2019 в 12:03 | T-Series взяв на себе лідируючі позиції з розривом серед підписників, що досягло понад 37 000. Однак PewDiePie не зміг усунути розрив, внаслідок чого T-Series тримав лідерство більше доби. Коли ведучий вступив на другий день поспіль, лідерство T-Series над PewDiePie досягло максимальної кількості 65 000 підписників. Аудит на PewDiePie ще більше розширив переваги T-Series. Вийшовши на третій день після втрати Фелікса, лідерство T-Series над PewDiePie досягло максимуму понад 96 000 абонентів. На четвертий день розрив між підписниками T-Series та PewDiePie досяг понад 110 000. Цей розрив зменшився між T-Series та PewDiePie, коли PewDiePie випустив відео під назвою «Congratulations» (укр. Вітаємо): дисковий трек та подяка своїм підписникам. 1 квітня о 12:03 PewDiePie взяв на себе лідерство, стрімко зростаючи з понад 400 підписниками в хвилину. Підписницький розрив досяг найвищого рівня 8 квітня 2019 року на рівні 512 000 абонентів, перш ніж знизився зі швидкістю 200 абонентів ща хвилину, а розрив між підписниками збільшився в середньому зі швидкістю 46 абонентів в хвилину. |
| 13    | 14 квітня 2019 07:59                            | 14 квітня 2019 07:59                            | T-Series повертає лідируючі позиції, що, в свою чергу, зробило розрив приблизно на 140 підписників за хвилину з моменту проходження. 15 квітня цей розрив перевищив 100 000 абонентів на користь T-Series в 09:02 за UTC. 19 квітня T-Series завантажив пісню Гуру Рандхава «Slowly Slowly» за участю американського репера Pitbull, що ще більше збільшило розрив. T-Series вдалося розтягнути цю позицію ще більше на 7 травня 2019 року, на понад 2 мільйони підписників о 14:49 за BST, і розтягнувши її на понад 10 мільйонів. |
| Бонус | 29 травня 2019 10:17                            | 29 травня 2019 10:17                            | T-Series досяг 100 мільйонів підписників, став першим каналом YouTube, який досяг цієї відмітки. |
| Бонус | 25 серпня 2019 02:01                            | 25 серпня 2019 02:01                            | PewDiePie досяг 100 мільйонів підписників, ставши другим каналом YouTube і першим індивідуальним YouTube'ром, який досяг цього |